# سوزوکی کری
سوزوکی کری (Suzuki Carry) خودرویی است که از سال ۱۹۶۱ تاکنون در ایواتا، ژاپن، فیلیپین و جمهوری چین تولید شده‌است. طول آن در حالت طبیعی ۳٬۳۹۵ میلیمتر (۱۳۴ اینچ)، عرض آن در حالت طبیعی ۱٬۴۷۵ میلیمتر (۵۸ اینچ)، ارتفاع آن در حالت طبیعی ۱٬۸۰۰ میلیمتر (۷۱ اینچ) و وزن آن در حالت طبیعی ۷۸۰ کیلوگرم (۱٬۷۲۰ پوند) است. 

## نگارخانه

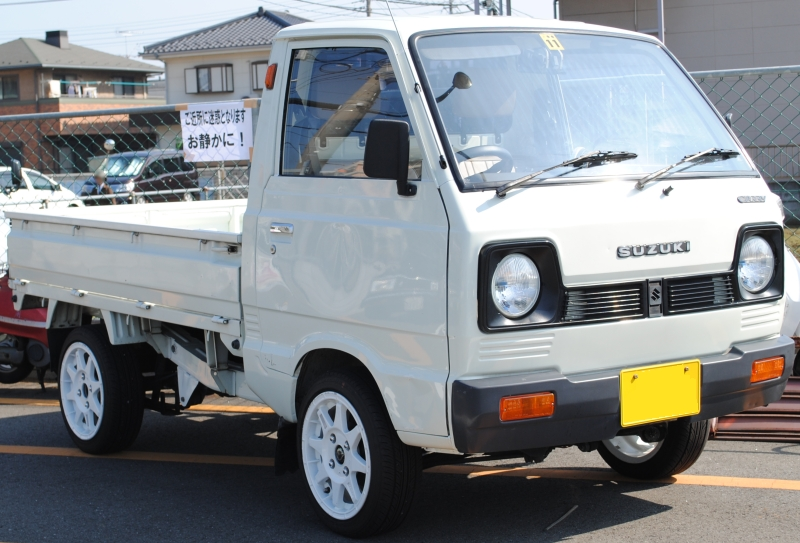
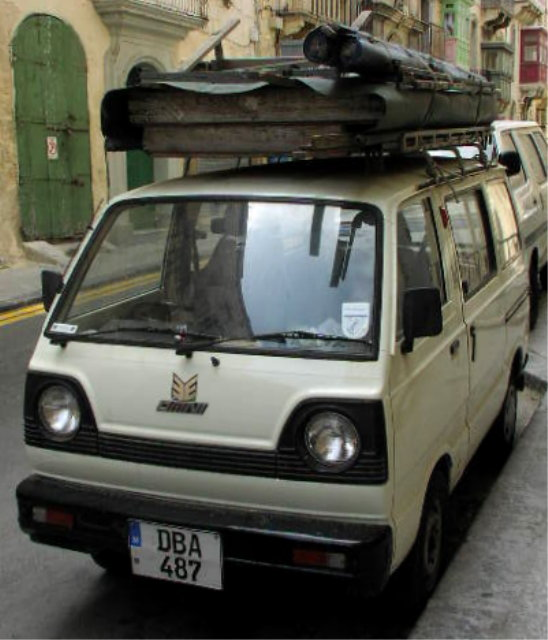
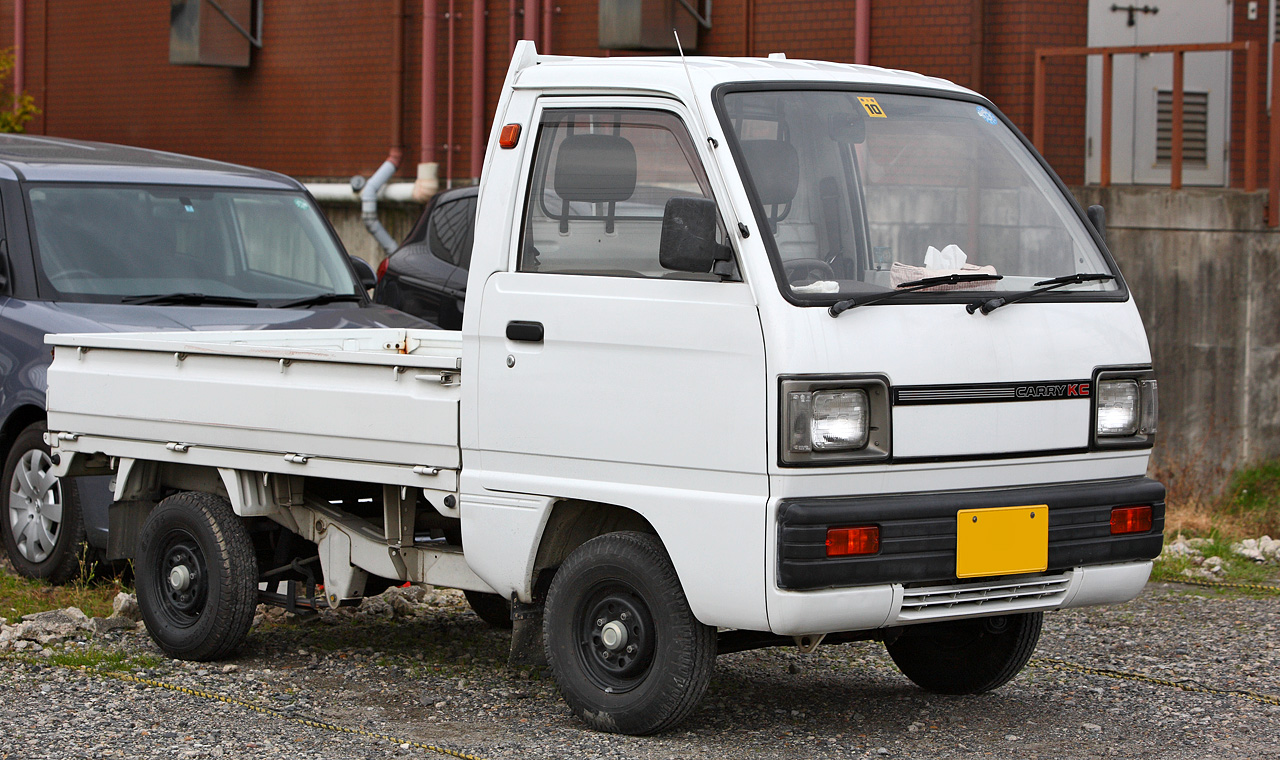
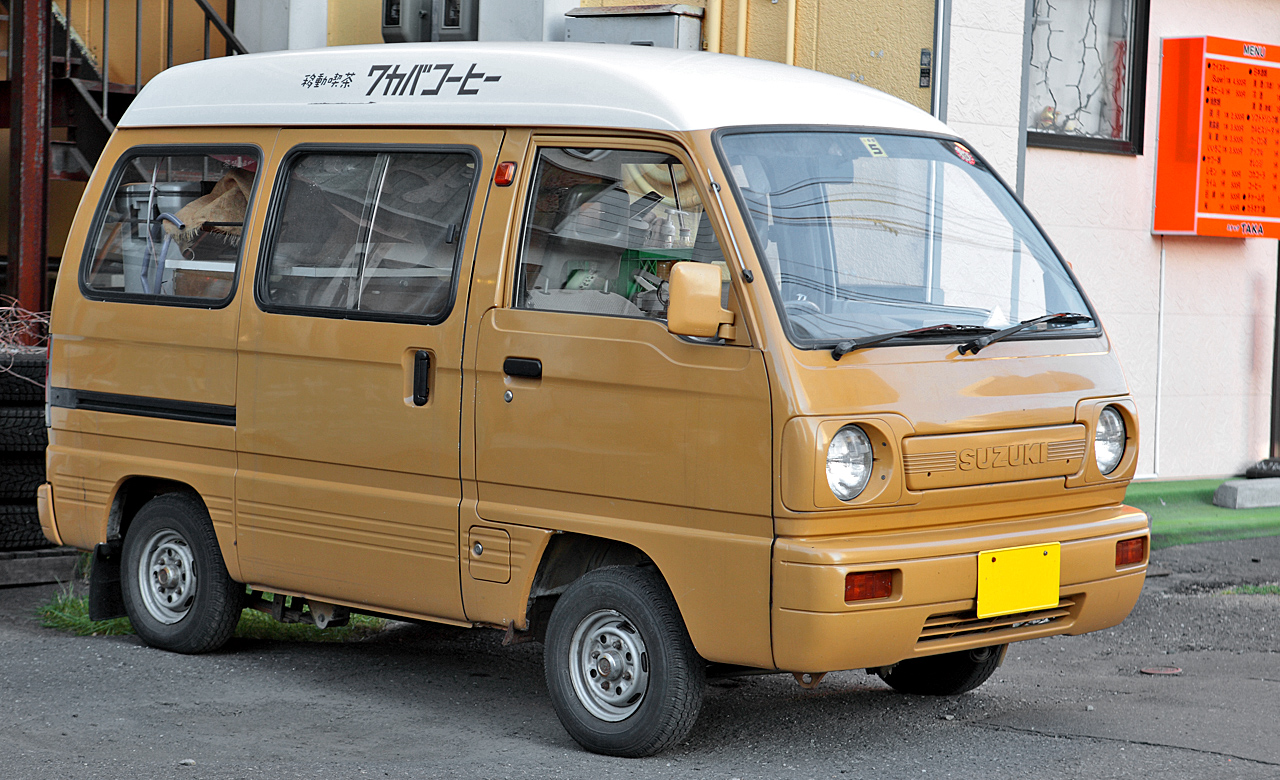
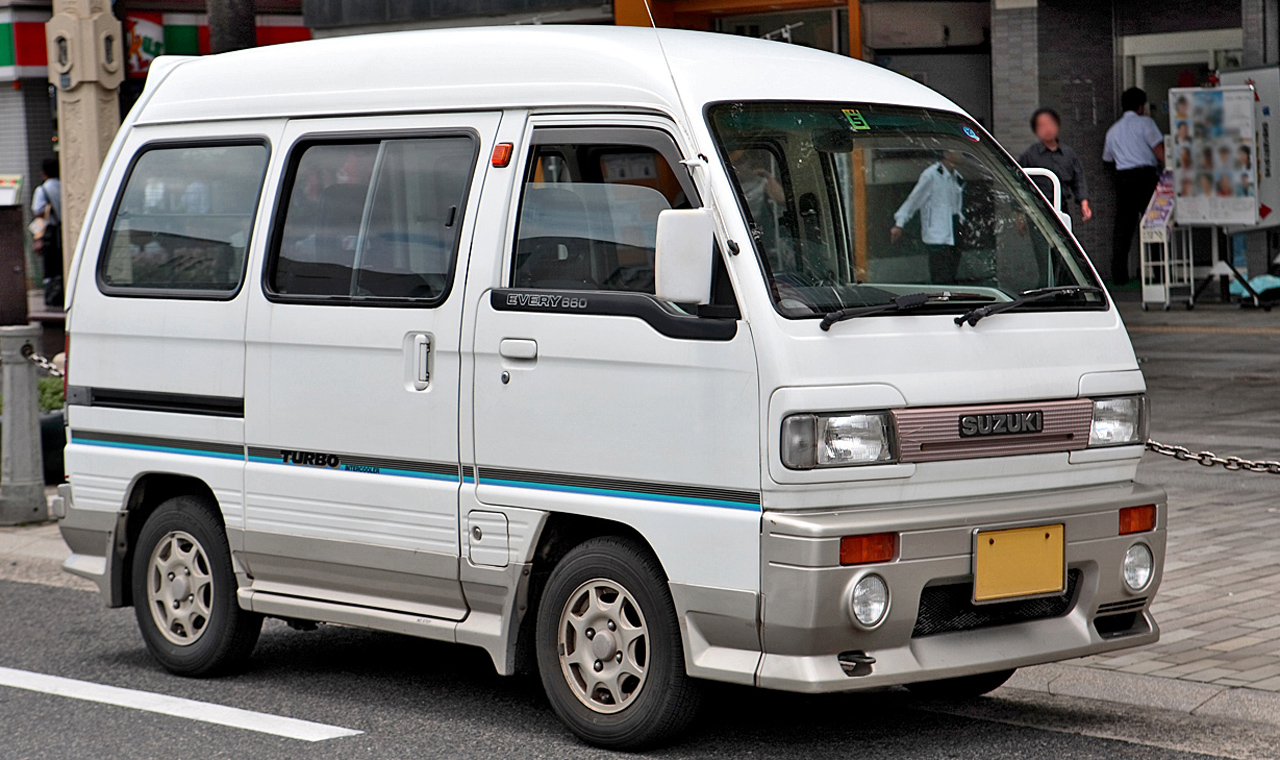
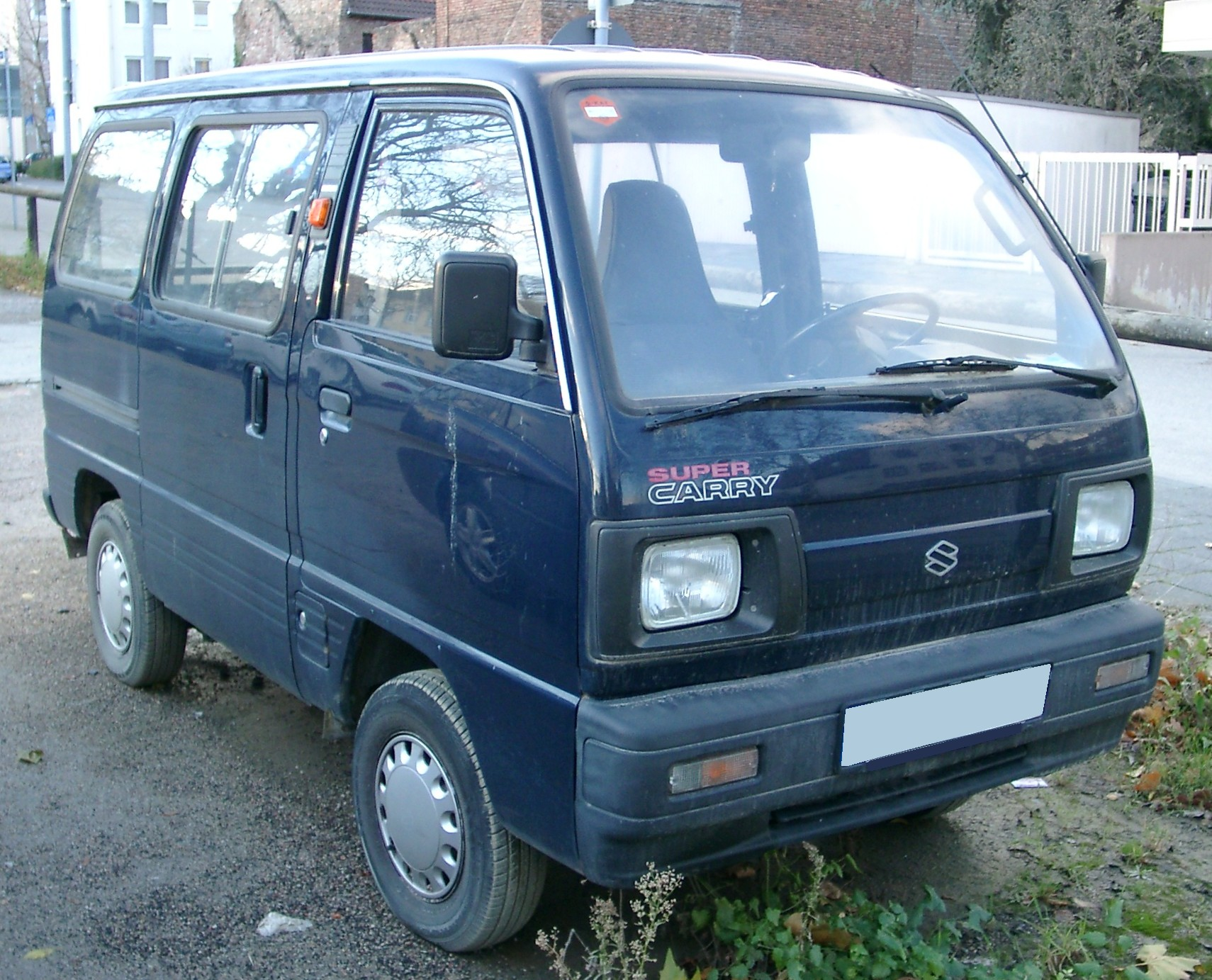
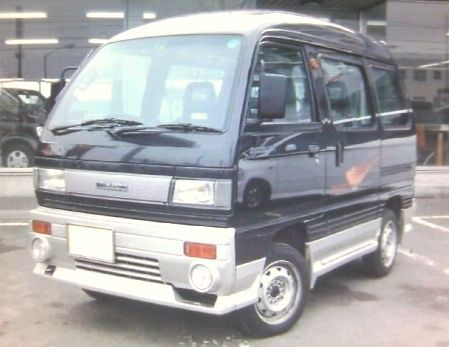
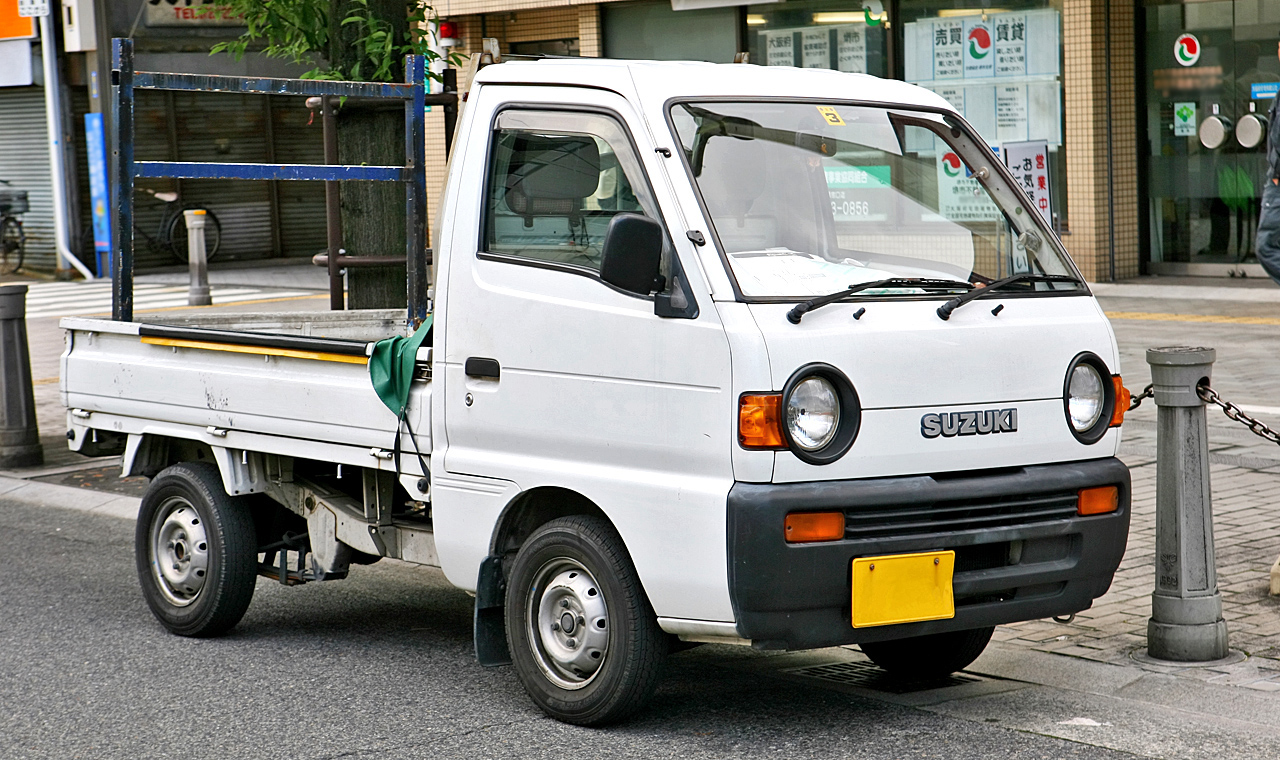
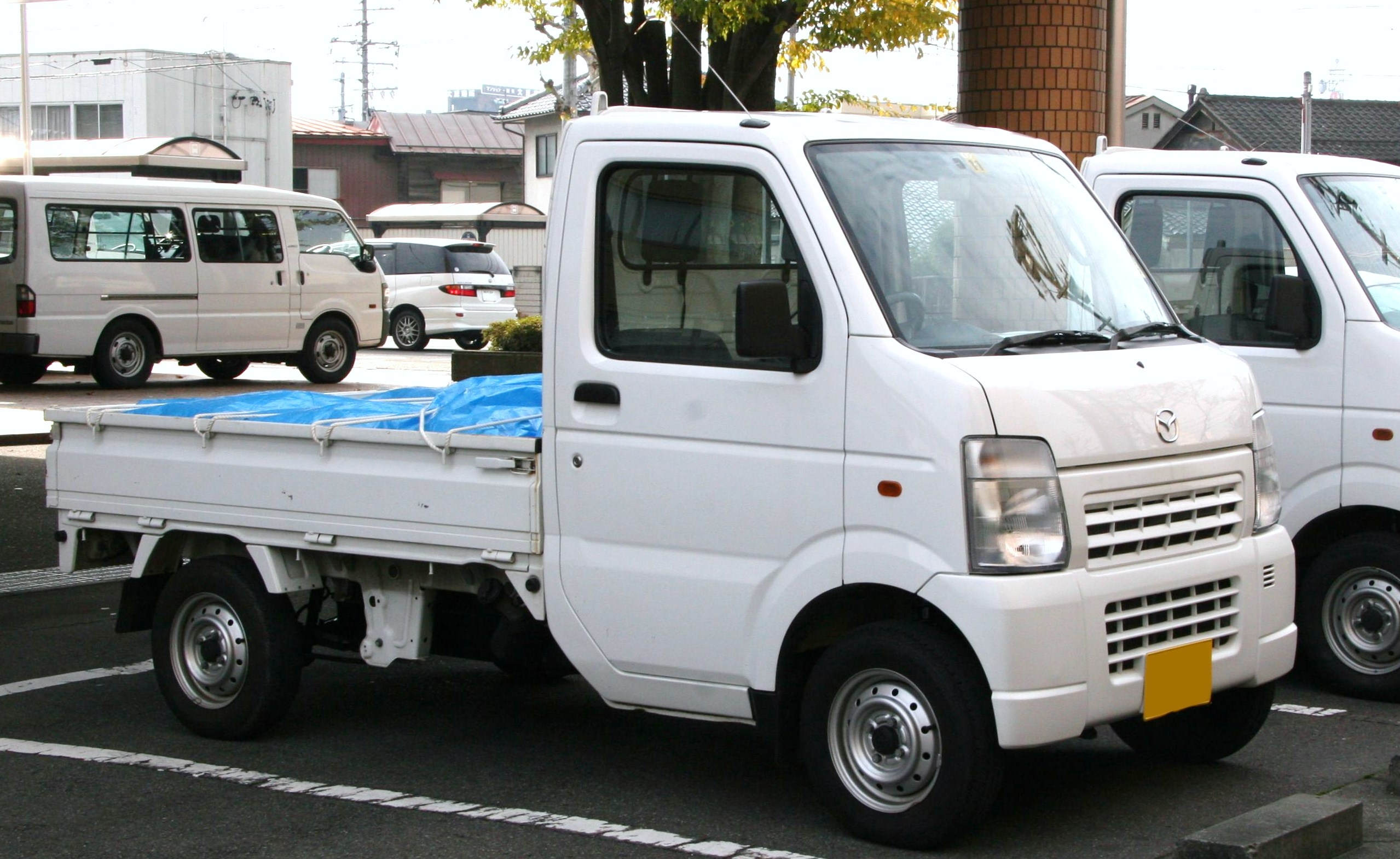